# Phylloscopus cebuensis
Phylloscopus cebuensis là một loài chim trong họ Phylloscopidae.